# 杉町宏
杉町 宏（すぎまち ひろし）は、日本の教育工学・システム工学者。立命館大学情報理工学部元事務長・交響楽団元顧問。三重大学学生総合支援センター元特任准教授。大阪工業大学電子クラブ元会長・相談役。私立大学情報教育協会研修運営委員会2004副委員長。米国CCE Inc認定GCDFキャリアカウンセラー、国家資格キャリアコンサルタント。
専門は、教育工学・情報処理システム、人事労務管理・組織管理・キャリアカウンセリング、技術経営(MOT)・行動科学。

## 略歴
1977年大阪工業大学工学部電子工学科卒業。同学部経営工学科助手などを経て、1990年大阪工業大学中央研究所システム開発室室長。1999年立命館大学に着任し、同大学情報理工学部事務長およびキャリアセンター課長を歴任。2014年まで立命館大学交響楽団顧問も務めた。2019年立命館大学退官。退官後は、三重大学学生総合支援センター特任准教授も務めた。2022年4月に入院し同年6月6日に逝去。
教育工学・技術経営観点でのキャリア教育科目・キャリア支援プログラムの開発・運営に携わると共に、キャリアコンサルタントとしても長年に渡り、多くの学生のキャリアカウンセリングを行った。また、対外啓蒙活動としては、JICA専門家としてベトナムにおける高度人材育成プロジェクト（ODA技術移転）を統括した。
主な所属学会は、私立大学情報教育協会、大学図書館問題研究会、オフィス・オートメーション学会（現：日本情報経営学会)など。

## 主な研究
- 学術情報センター目録システムとの柔構造密結合方式による目録作成 : オンライン・バッチ方式によるアップロード/ダウンロード
- マルチベンダー方式を採用した大学の研究・教育・事務情報処理システム環境について
- 産学連携による実践的ITマネジメント人財育成プログラムの提案 - 立命館大学情報理工学部で採択[5]
- 企業への人材ニーズ調査に基づく就職力指標の策定